# 생흔화석

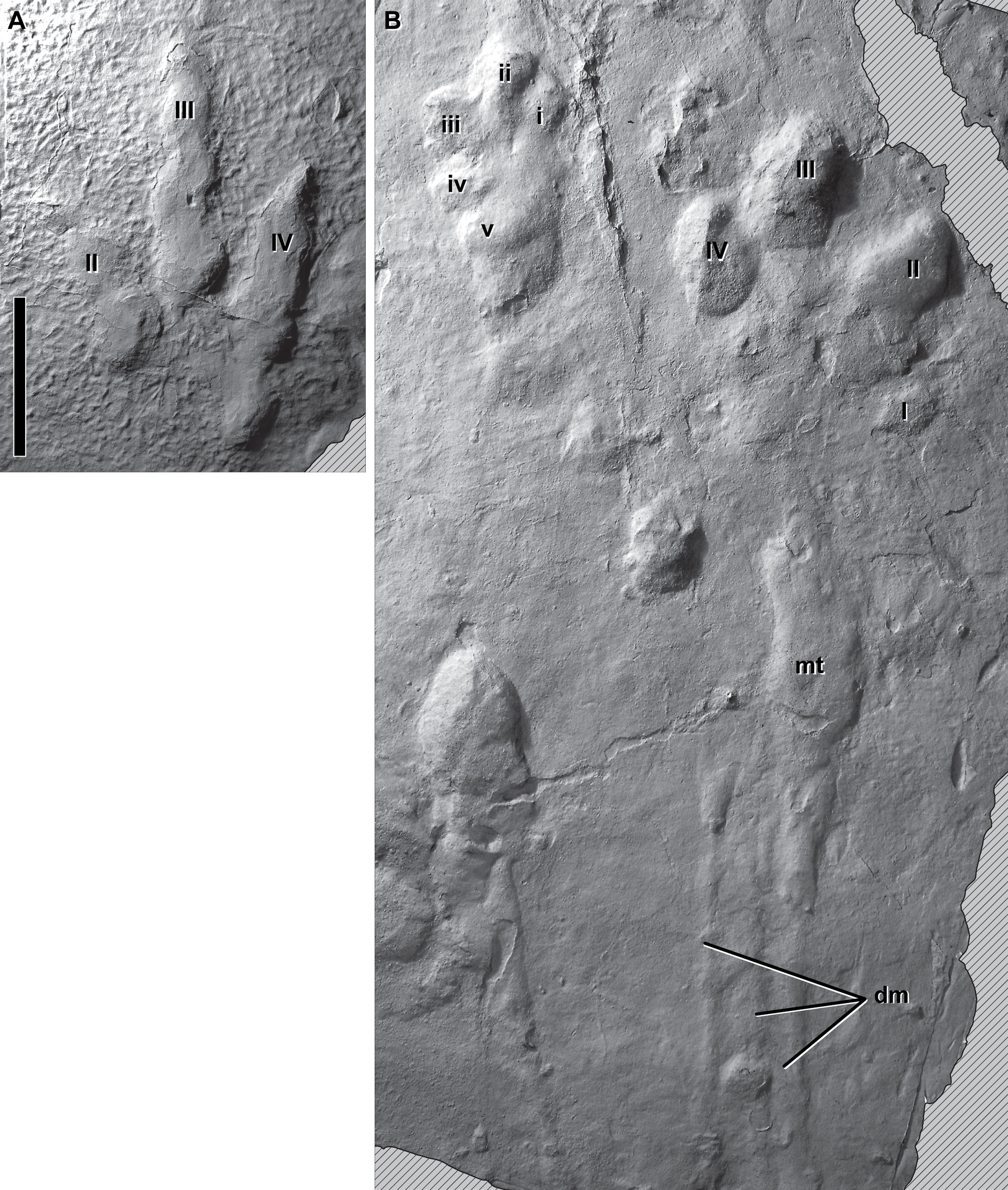

생흔화석(生痕化石)은 지질 시대에 살았던 고생물의 흔적이 퇴적물로 남은 것으로, 화석의 한 분류이다. 동물이 기어간 흔적, 동물의 발자국, 연질 퇴적물에 남은 식물의 흔적 등이 있다. 이러한 생흔을 연구하는 학문을 생흔학(生痕學, ichnology)이라고 한다.
대한민국에서 발견된 생흔화석으로는 익룡인 해남이크누스 등이 있다.